# Basilornis
Basilornis är ett fågelsläkte i familjen starar inom ordningen tättingar: Släktet omfattar här tre arter med utbredning på Sulawesi med närgränsande öar samt i Moluckerna:
- Sulawesistare (B. celebensis)
- Hjälmstare (B. galeatus)
- Seramstare (B. corythaix)